# Combretum rotundifolium
Combretum rotundifolium là một loài thực vật có hoa trong họ Trâm bầu. Loài này được Rich. mô tả khoa học đầu tiên năm 1792.